# Analyse fonctionnelle (conception)
Pour les articles homonymes, voir Analyse fonctionnelle.
L’analyse fonctionnelle est une démarche qui « consiste à rechercher et à caractériser les fonctions offertes par un produit pour satisfaire les besoins de son utilisateur. »
La démarche est généralement conduite en mode projet et peut être utilisée  pour créer (conception) ou améliorer (reconception) un produit.
- L'objet visé par la démarche peut être un objet, un matériel, un processus matériel ou vivant, une organisation, un logiciel, etc.
- Les besoins sont de toute nature et sont exprimés de façon individuelle ou collective, objective ou subjective, avec des degrés de justification disparates.
- La ou les fonctions étudiées sont également diverses : fonctions de service, fonctions d'évaluation, fonctions de traitement.
- Le cadre de l'étude doit être aussi pris en compte : contraintes ou variables déduites de l'environnement, la réglementation, des usages, etc.

## Types

### Analyse fonctionnelle externe
Elle concerne l’expression fonctionnelle du besoin tel qu’exprimé par le client utilisateur du produit : il s’agit de mettre en évidence les fonctions de service ou d’estime du produit étudié. Le produit est considéré comme une «boite noire» et ne fait pas partie de l'analyse. Cependant les fonctions qui sont produites par cette «boite noire» doivent être minutieusement étudiées : il s'agit d'en faire l'inventaire, de les décrire et de les évaluer.

### Analyse fonctionnelle interne
Elle concerne le produit lui-même, car l'objectif est d'améliorer son fonctionnement ou ses propriétés, de réduire son prix d'achat, son coût d'utilisation, son coût d'entretien…Il s'agit de comprendre l'« intérieur de la boite » pour en comprendre l'architecture, la combinaison des constituants, les fonctions techniques. 

## Enjeux
Lors de l’analyse fonctionnelle, chaque fonction doit être recensée, caractérisée, ordonnée, hiérarchisée et valorisée. On détermine aussi, par exemple, les fonctions principales, les fonctions secondaires et les fonctions contraintes d’un produit.

## Fonctions

### Caractéristiques des fonctions
L’expression des fonctions est normalisée par le CEN et l’AFNOR : une fonction se compose d’un verbe ou d’un groupe verbal caractérisant l’action, et de compléments représentant les éléments du milieu extérieur concernés par la fonction. Le sujet de la phrase n’apparaît pas, mais il renvoie toujours au produit.
La définition d’une fonction est donnée par la norme NF EN 16271 : « Action d’un produit ou de l’un de ses constituants exprimée exclusivement en termes de finalité ».
Outre cette définition formelle, certaines règles d’usage sont à respecter :
- la formulation selon une forme passive ou une forme négative sont à éviter
- la formulation de la fonction doit être indépendante des solutions susceptibles de la réaliser
- la formulation doit être la plus concise et la plus claire possible

### Les différentes fonctions

#### Fonction principale (ou fonction d’usage)
C’est la fonction qui satisfait le besoin. Elle assure la prestation du service rendu. C'est la raison pour laquelle le produit a été créé. Une fonction principale peut être répartie en plusieurs fonctions élémentaires (action attendue d'un produit pour répondre à un élément du besoin, traduisant la raison d’être d’un sous-système du produit).

#### Fonction contrainte
D’après la norme NF EN 16271 : « Une contrainte c'est une limitation à la liberté de choix du concepteur réalisateur d’un produit ». Les contraintes participent à définir le besoin en recensant les conditions qui doivent être impérativement vérifiées par le produit, mais qui ne sont pas sa raison d’être. Ces conditions peuvent être liées au marché, à la stratégie de l’entreprise, aux environnements à considérer, à la technologie ou, bien sûr, à la réglementation.

#### Fonction complémentaire
Fonction qui facilite, améliore, ou complète le service rendu. Ce type de fonction ne résulte pas de la demande explicite du client, et n’est pas non plus une contrainte. Il s'agit de proposer au client des améliorations pour son produit et la qualité.

## Outils d’analyse fonctionnelle

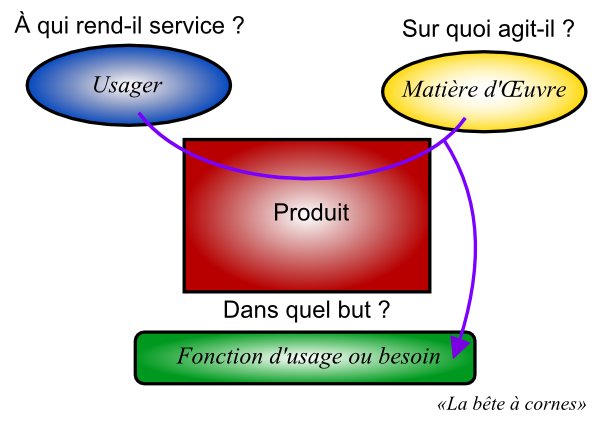
Graphe des prestations

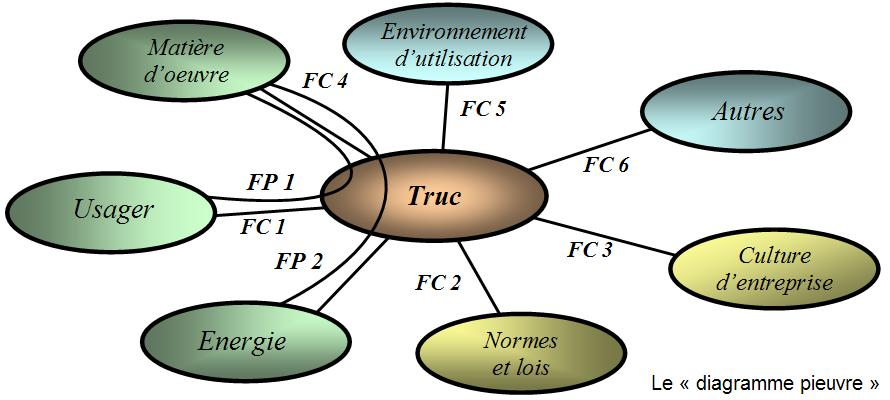
Diagramme des interacteurs

Robert Tassinari est à l'origine de la méthode RESEAU, qui vise à trouver la totalité des fonctions de service, en utilisant 6 démarches d'analyse :
- Recherche intuitive
- Etude du cycle de vie et de l'environnement
- Sequential Analysis of Functional Elements (SAFE)
- Examen des efforts et des mouvements
- Analyse d'un produit de référence
- Utilisation des normes et des règlements

L’analyse fonctionnelle est possible grâce à des outils clairement définis. On trouve ainsi : 
- les diagrammes d'analyse fonctionnelle externe :
  - le graphe des prestations (aussi appelé "bête à cornes" ou d'expression du besoin), qui permet d’exprimer la recherche du besoin.
  - le diagramme des interacteurs (diagramme pieuvre)[5], qui permet de définir les liens (c’est-à-dire les fonctions de service) entre le système et son environnement. Ce diagramme permet de recenser la plupart des fonctions du système.
- le cahier des charges fonctionnel, qui permet de décrire et lister les fonctions primaires, secondaires et les contraintes du système étudié.
- les diagrammes d'analyse fonctionnelle interne : 
  - les diagrammes FAST et SADT, qui permettent la recherche de solutions technologiques.
  - dans la conception de logiciels, le langage UML est souvent utilisé, notamment quand il s'agit de décrire des processus qui seront développés par la suite à l'aide d'un langage orienté objet.

### Exemples d’application

#### La tondeuse à gazon
Ouvrage référence
 
La Fonction principale : Elle est de couper l’herbe (remarquez qu’on a déjà opté pour une solution : le besoin est de réduire la hauteur de l’herbe, et la solution choisie est de la couper).

Les contraintes à prendre en compte :
S’adapter au terrain et à la végétation.
Respecter l’environnement (écologie et sonorité).
Faciliter l’utilisation.
Assurer la concurrentialité.
Présenter un encombrement minimum.
Respecter les normes de sécurité.
Résister aux intempéries.
Capter de l’énergie et l’utiliser.

Fonctions complémentaires pouvant être également retenues :
Ramasser l’herbe.
Fonctionner sans l’intervention de l’homme.

#### Le stylo
La Fonction principale est de déposer de l’encre. (Observation : Qui écrit ? l’utilisateur ; que fait le stylo ? il transfère l’encre contenue dans le réservoir sur la feuille ; la fonction principale d’un stylo est de déposer de l’encre.) /!\ Déposer de l'encre est une solution technologique. La vraie fonction du stylo est : Le stylo doit permettre à l'utilisateur de laisser une trace.

Les contraintes à prendre en compte :
Écrire au moins en une couleur.
Mise en service commode.
Pouvoir être utilisé par un droitier et un gaucher.
Respecter les normes en vigueur, par exemple doit pouvoir être utilisé sans danger par un enfant.

Fonctions complémentaires pouvant être également retenues :
Présenter un signe extérieur de reconnaissance de la couleur de l’encre (pour éviter d’écrire en bleu plutôt qu’en noir par exemple).
Être facilement effaçable.
Être ergonomique pour l’utilisateur.

### Produits effectivement issus de l'analyse fonctionnelle
On peut par exemple citer : 
La Citroën DS, conçue avec les prémices de l’analyse fonctionnelle au début des années 1950.
Ariane, la fusée européenne.

## Normes utilisées
En Europe et/ou en France, plusieurs normes sont en vigueur concernant l'analyse fonctionnelle, on peut citer les normes FD X 50-101, NF X 50-100, NF EN 16271 et NF EN 1325.